# Christian Hock
Christian Hock (* 11. April 1970 in Aschaffenburg) ist ein ehemaliger deutscher Fußballspieler und jetziger -trainer bzw. Sportdirektor. Er ist in Waldaschaff im Landkreis Aschaffenburg aufgewachsen.

## Laufbahn
Hock absolvierte ein Spiel in der Fußball-Bundesliga für Borussia Mönchengladbach und 240 Spiele in der 2. Fußball-Bundesliga für Viktoria Aschaffenburg und den FSV Mainz 05, wobei er 24 Tore erzielte. Seine aktive Karriere ließ er beim Süd-Regionalligisten Kickers Offenbach ausklingen, mit dem er zum Abschluss seiner Karriere im Sommer 2005 in die 2. Bundesliga aufstieg.
Vom 16. Oktober 2006 bis zum 17. Dezember 2008 arbeitete Hock als Trainer des SV Wehen, mit dem er am Ende der Saison 2006/07 erstmals in der Vereinsgeschichte in die 2. Bundesliga aufstieg. Zu Beginn der Saison 2007/08 agierte er als Co-Trainer, da er nicht die nötige Cheftrainerlizenz besaß. Als Cheftrainer wurde Djuradj Vasic engagiert. Trotz gelungenem Saisonstart mit vier Punkten aus zwei Spielen wurde Vasic am 20. August 2007 beurlaubt. Ab dem 21. August 2007 agierte Hock als Teamchef und Steffen Vogler als Trainer der nunmehr unter dem Namen SV Wehen Wiesbaden antretenden Mannschaft. Wegen der schlechten sportlichen Bilanz nach der Hinrunde wurde Hock vom SV Wehen Wiesbaden am 18. Dezember 2008 beurlaubt.
Am 14. Oktober 2009 wurde Hock neuer Cheftrainer des Zweitligisten Rot Weiss Ahlen. Die Westfalen hatten zu diesem Zeitpunkt in acht Begegnungen nur einen Punkt erspielt und belegten den letzten Tabellenplatz. Hock gelang es jedoch trotz einiger Neuverpflichtungen im Lauf der Saison nicht, die Ahlener aus dem Tabellenkeller zu führen, Ahlen stand auch nach der Saison am Tabellenende. Sein zum 30. Juni 2010 auslaufender und für die 2. Liga gültiger Vertrag wurde nach dem Abstieg Ahlens in die 3. Liga nicht verlängert.
Am 12. November 2010 wurde Hock beim Regionalligisten FC 08 Homburg als Trainer vorgestellt. Am 22. April 2011 wurde der Vertrag bei den Homburgern in beidseitigem Einvernehmen aufgelöst. Am selben Tag wurde Hock als neuer Trainer beim Regionalligisten KSV Hessen Kassel vorgestellt. Dort unterschrieb er einen Vertrag bis Saisonende mit Verlängerungsoption um ein Jahr bei Aufstieg in die 3. Liga. Obwohl der Aufstieg nicht gelang, konnte man sich auf eine Vertragsverlängerung bis 2012 ohne Ausstiegsklausel einigen. Nach drei Niederlagen in Folge und Tabellenplatz 13 nach dem 13. Spieltag wurde Hock vom KSV Hessen Kassel am 18. Oktober 2011 vorzeitig beurlaubt.
Am 1. Oktober 2012 wurde Hock Trainer beim in der Verbandsliga Südwest spielenden TSV Schott Mainz und unterschrieb bei den Rheinhessen einen Vertrag bis zum Saisonende. Am Saisonende wurde der Aufstieg knapp verpasst und Hock wollte weitermachen, doch der SV Wehen, sein Hauptarbeitgeber, bei dem er seit 1. Januar 2013 das NWLZ leitete, wollte ihn zurück. Ab dem 1. Juli 2013 trainierte er die U-19-Mannschaft des SV Wehen.
Am 12. April 2015 übernahm Hock nach der Freistellung von Marc Kienle interimsmäßig bis Saisonende die Position des Cheftrainers der Profimannschaft des SV Wehen Wiesbaden. Nach der Entlassung von Sven Demandt bekleidete Hock im März 2016 erneut interimsweise den Trainerposten beim SV Wehen Wiesbaden, der durch einen Sieg am letzten Spieltag den Abstieg aus der 3. Liga verhinderte. Im Februar 2017 übernahm er nach dem Rücktritt von Torsten Fröhling ein weiteres Mal interimistisch den Trainerposten beim SV Wehen Wiesbaden. Nachdem am 13. Februar 2017 Rüdiger Rehm beim Drittligisten einen bis 2019 laufenden Vertrag als Cheftrainer unterzeichnet hatte, kehrte Hock auf die Position als Sportdirektor beim SV Wehen zurück.